# Rafferty et les Auto-stoppeuses
Pour plus de détails, voir Fiche technique et Distribution.
Rafferty et les Auto-stoppeuses (Rafferty and the Gold Dust Twins) est une comédie américaine réalisée par Dick Richards et sorti en 1975.

## Synopsis
Rafferty est un moniteur d'auto-école et ancien sergent des Marines idiot et alcoolique. Il vit dans la misère près de Hollywood, en Californie. Il se laisse enlever par deux jeunes femmes auto-stoppeuses prénomées Mac et Frisbee, qui cherchent à rejoindre La Nouvelle-Orléans. Il finit par apprécier leur compagnie, et tous trois tracent la route jusqu'à Las Vegas pour finir à Tucson, en Arizona, en vivant de menus larçins et autres escroqueries, ce qui leur vaut parfois de sérieuses mésaventures.

## Fiche technique
- Titre original : Rafferty and the Gold Dust Twins ou Rafferty and the Highway Hustlers[1]
- Titre français : Rafferty et les Auto-stoppeuses[1]
- Réalisation : Dick Richards
- Scénario : John Kaye
- Décors : Donfeld
- Costumes : Donfeld
- Maquillage : Leo Lotito
- Photographie : Ralph Woolsey
- Montage : Walter Thompson
- Effets spéciaux : Paul Pollard
- Musique : Artie Butler
- Production : Art Linson, Michael Gruskoff
- Sociétés de production : Gruskoff-Venture-Linson
- Pays de production :  États-Unis
- Langue originale : anglais américain
- Format : Couleur par Technicolor - 2,35:1 - Son mono - 35 mm
- Genre : Comédie d'aventure, road movie
- Durée : 91 minutes (1 h 31)
- Dates de sortie : 
  - États-Unis : 2 février 1975 (New York)
  - France : 27 septembre 1978[1]
- Affiche : Bill Gold (États-Unis)

## Distribution
- Alan Arkin : Rafferty
- Sally Kellerman : Mac
- Mackenzie Phillips : Frisbee
- Alex Rocco : Vinnie
- Charles Martin Smith : Alan Boone
- Harry Dean Stanton : Billy Winston
- John McLiam : John Beachwood
- Richard Hale : Le membre du Jesus Movement
- Louis Prima
- Sam Butera
- Arch Johnson : Smitty